# PowerOpen Environment
POE (PowerOpen Environment) – niezależny sprzętowo standard dla otwartych systemów bazujących na architekturze PowerPC. Standard obejmuje specyfikacje API i ABI. Aplikacje certyfikowane w ramach tego standardu są zgodne z X/Open i Spec 1170 i mogą być uruchamiane na maszynach PowerPC w każdym zgodnym z PowerOpen systemie operacyjnym – należą do nich aplikacje X Window System, Motif, DOS, Windows i MacOS.